# Шолья (притока Ками)
Шо́лья (рос. Шолья) — річка в Чайковському районі Пермського краю та Сарапульському і Камбарському районі Удмуртії, Росія, ліва притока Ками.
Починається на південь від села Марково, посеред тайги. Протікає на південь та південний захід, впадає до річки Кама в селі Шолья разом з річкою Армязь.
Річка неширока — до 10 м в нижній течії. Береги невисокі, порослі лісом. Має декілька дрібних приток, найбільші: праві — Ведречинка та Армязь; та Мельничний струмок зліва. Глибина до 0,9 м біля гирла, дно піщане. Біля села Зелені є озеро площею 0,1 км².
На річці розташовані 2 села з такою ж назвою — Шолья (Армязьке сільське поселення) та Шолья, що є центром Шольїнського сільського поселення. Через річку збудовано автомобільний та залізничний мости на північній околиці села Шолья.